# Zasłonak ukośniepierścieniowy

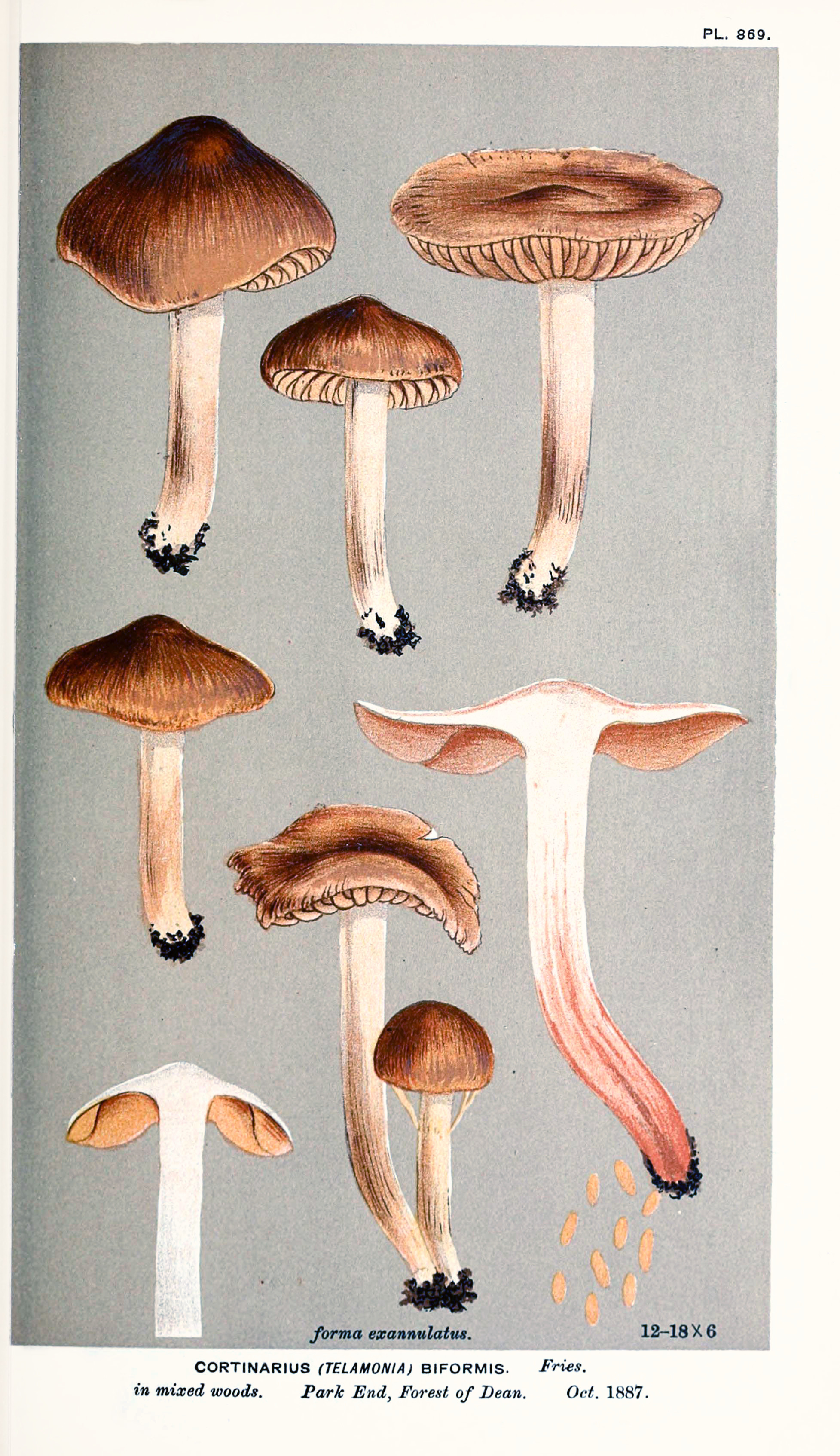

Zasłonak ukośniepierścieniowy (Cortinarius biformis Fr.) – gatunek grzybów należący do rodziny zasłonakowatych (Cortinariaceae).

## Systematyka i nazewnictwo
Pozycja w klasyfikacji według Index Fungorum: Cortinarius, Cortinariaceae, Agaricales, Agaricomycetidae, Agaricomycetes, Agaricomycotina, Basidiomycota, Fungi.
Synonimy:
- Cortinarius biformis Fr. 1838 var. biformis
- Cortinarius biformis var. dilatus Bidaud, Carteret & Reumaux 2012
- Cortinarius biformis var. rubustior Soop 1994
- Hydrocybe biformis (Fr.) M.M. Moser 1953

Nazwę polską nadał Andrzej Nespiak w 1981 r., wcześniej opisywał ten gatunek pod nazwą zasłonak sierocy.

## Morfologia
Jest to jeden z najbardziej zmiennych pod względem barwy gatunków zasłonaków. Jego kolor zmienia się z wiekiem z fioletowego na brązowoochrowy.
Kapelusz
Średnica 2–6 cm, kształt u młodych owocników półkulisto-dzwonkowaty, potem płaskowypukły. Jest lepki i higrofaniczny. Powierzchnia lekko błyszcząca, w stanie wilgotnym ciemnofioletowa, brązowofioletowa lub ciemnobrązowa, w stanie suchym żółtobrązowa, pokryta przy brzegu białawymi włókienkami.
Blaszki
Dprzyrośnięte, szerokie lub wąskie, początkowo żółtawobrązowe, potem purpurowoczerwone. Ostrza lekko zębate i jaśniejsze.
Trzon
Wysokość 6–12 cm, grubość 0,5–1 cm, kształt cylindryczny. Powierzchnia fioletowa lub brązowa, pokryta białymi włókienkami. Pierścień białawy lub fioletowy.
Miąższ
Białawy do brązowego, na górze trzonu często fioletowy, szczególnie u młodych okazów. Zapach i smak niewyraźny.
Zarodniki
Elipsoidalne, brodawkowate, 7–8,5 × 4,5–5,5 μm. Wysyp zarodników brązowordzawy.

## Występowanie i siedlisko
Znane jest występowanie tego gatunku w Ameryce Północnej i Europie. W Europie jest dość szeroko rozprzestrzeniony. W Polsce jest gatunkiem rzadkim. W piśmiennictwie naukowym do 2003 r. podano 4 jego stanowiska w Polsce. Więcej, i bardziej aktualne stanowiska podaje internetowy atlas grzybów.
Znajduje się na Czerwonej liście roślin i grzybów Polski. Ma status R – gatunek potencjalnie zagrożony z powodu ograniczonego zasięgu geograficznego i małych obszarów siedliskowych. Znajduje się na listach gatunków zagrożonych także w Niemczech.
Grzyb mykoryzowy. Rośnie na ziemi, w lasach iglastych i mieszanych. Występuje pod świerkiem i sosną zazwyczaj na ubogich, piaszczystych glebach. Pojawia się dopiero późną jesienią.